# Памфагиды

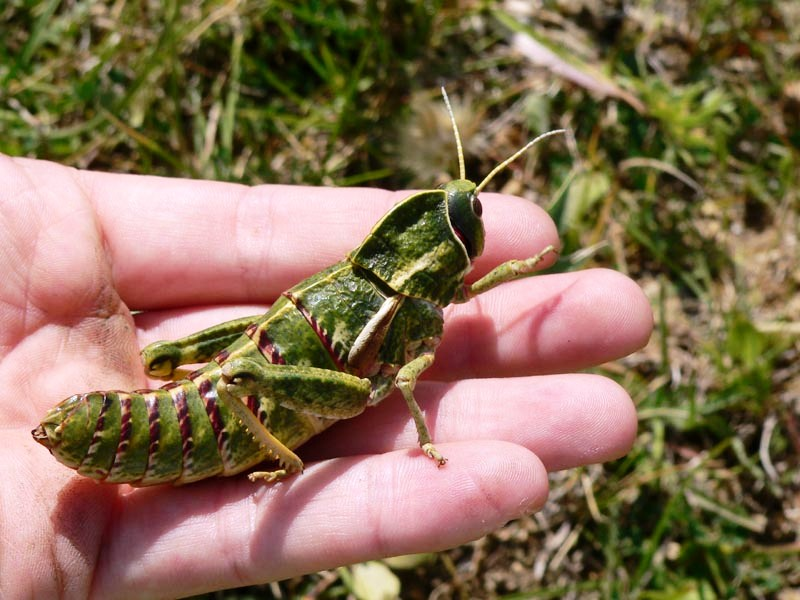
Pamphagus marmoratus

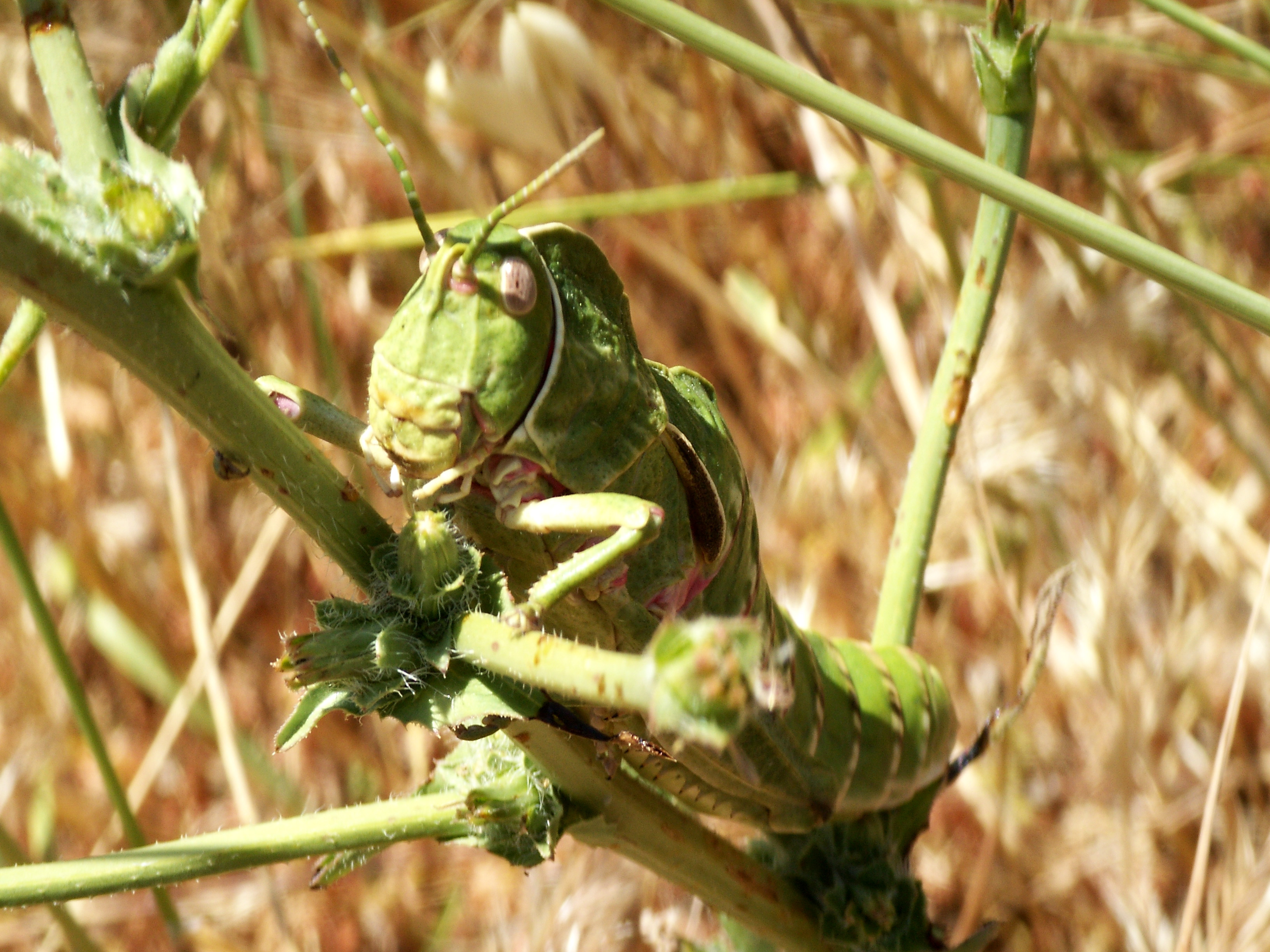
Pamphagus sardeus

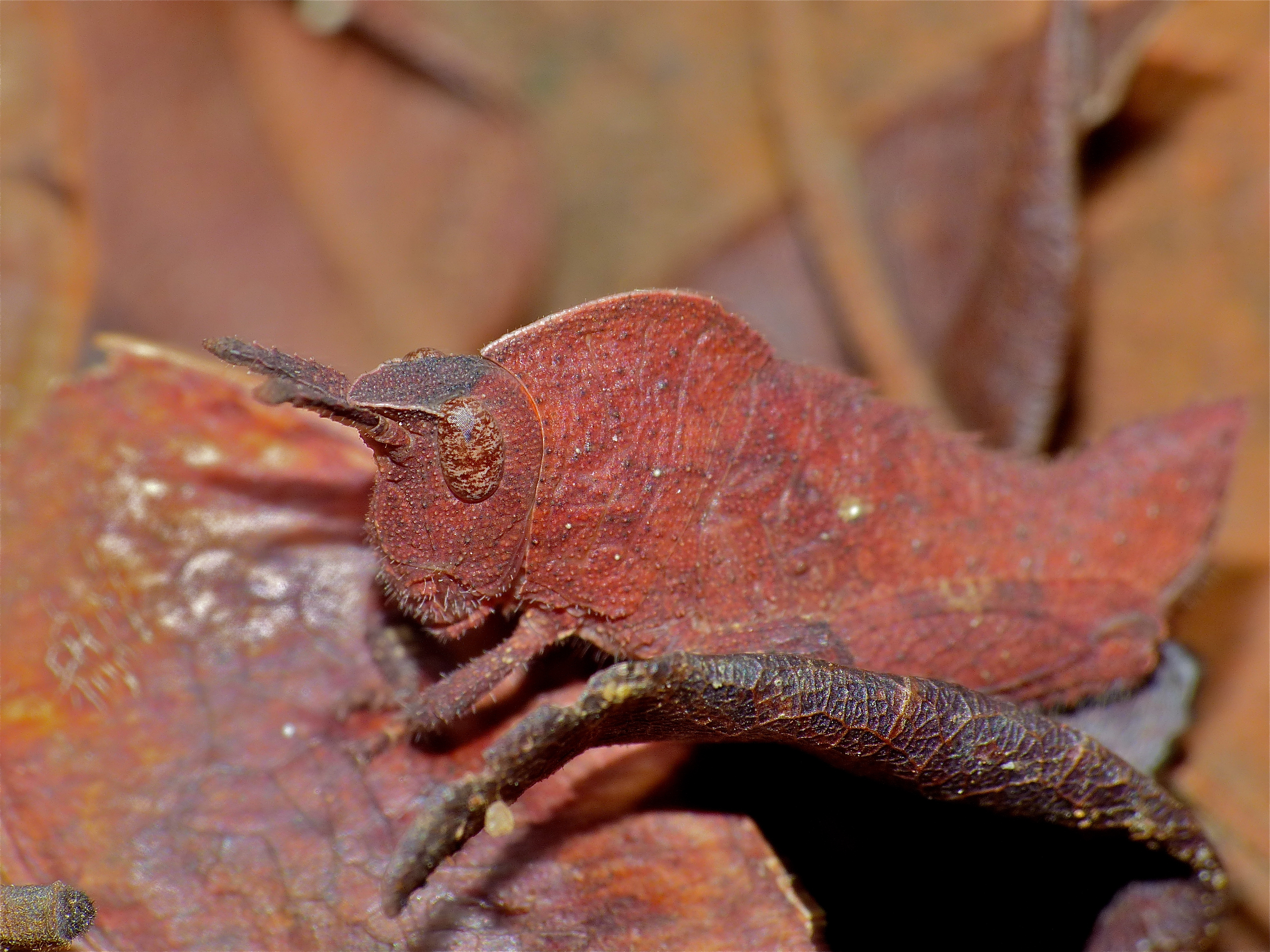
Pamphagidae sp., Южная Африка

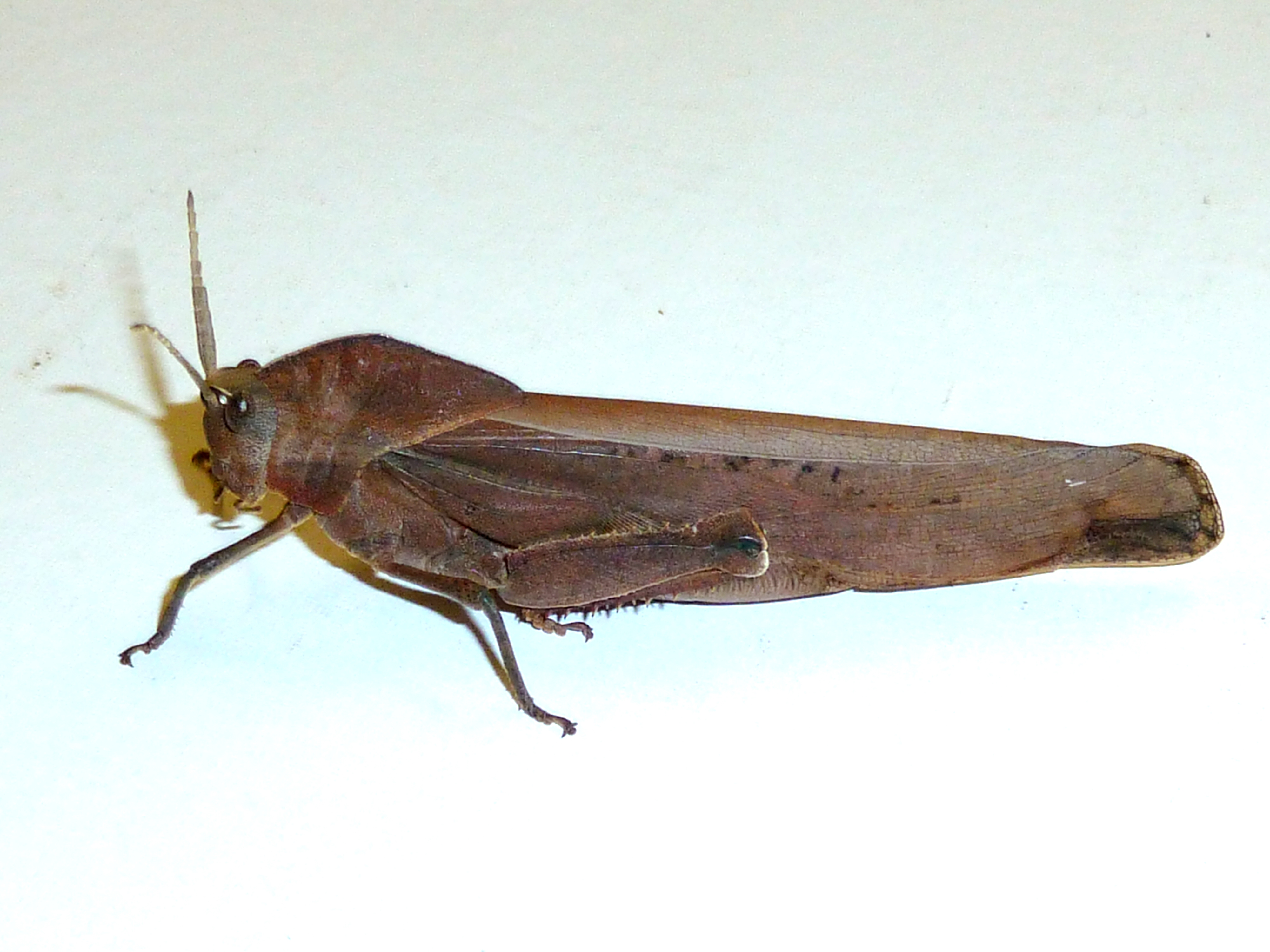
Pamphagidae sp., Южная Африка

Памфагиды, или пустынные саранчовые, или пустынницы (лат. Pamphagidae) — семейство прямокрылых насекомых из надсемейства саранчовых.

## Описание
Как правило, крупные саранчовые, обладающие шероховатыми и очень плотными наружными покровами. Усики состоят из 11—22 члеников. Лапки на всех ногах состоят из 3 члеников. По бокам первого тергита брюшка развит тимпанальный орган слуха. На боках второго сегмента брюшка за задними тазиками имеется шероховатая пластинка (орган Краусса; у бескрылых форм иногда отсутствует).

## Распространение
Обитают, главным образом, в горных и пустынных районах Евразии и Африки. Для фауны СССР указывалось 16 родов и около 50 видов. В Палеарктике 58 родов и 295 видов.

## Систематика
600 видов и более 90 родов.
Выделяют несколько таксономических групп в ранге от трибы до подсемейства, число которых у разных авторов различается. Например, подсемейство Nocarodesinae, включается в состав Pamphaginae и рассматривается в ранге трибы Nocarodeini с включением в неё Tropidaucheninae. Выделенные в 2003 году китайскими энтомологами (Zhang, Yin & Yin, 2003) новые подсемейства (Orchaminae, Nocarodesinae, Prionotropisinae, Tropidaucheninae) были в 2011 году синонимизированы с другими таксонами (Storozhenko & Paik, 2011).
- Akicerinae Bolívar, 1916
  - Akicera — Adephagus — Batrachornis — Batrachotetrix — Eremotettix — Glyphanus
- Echinotropinae Dirsh, 1961
  - Echinotropis — Geloiomimus — Parageloiomimus — Thrincotropis
- Orchaminae Zhang, Yin & Yin, 2003 — иногда включают в состав Pamphagini.[10]
  - Acaeropa — Acinipe — Eumigus — Orchamus
- Pamphaginae Burmeister, 1840
  - Euryparyphini: Nadigeumigus — Paraeumigus — Paraeuryparyphes — Pseudamigus
  - Haplotropiidini Sergeev, 1995: Haplotropis (=Sulcotropis)
  - Nocarodeini Bolívar, 1916 (= Nocarodesinae)[8]: Araxiana — Bufonocarodes — Iranacris — Nocaracris — Nocarodes — Paranocaracris — Savalania
  - Pamphagini: Euryparyphes — Kurtharzia — Mistshenkoella — Neoparanothrotes — Nocaropsis — Ocneridia — Ocnerodes — Ocneropsis — Ocnerosthenus — Paktia — Pamphagus — Paracinipe
  - Incertae sedis: Acrostira — Cryptonothrotes — Ebnerodes — Eunapiodes — Finotia — Glauia — Glauvarovia — Prionosthenus — Pseudoglauia — Purpuraria
- Porthetinae Bolívar, 1916
  - Aphantotropis — Bolivarella — Cultrinotus — Hoplolopha — Lamarckiana — Lobosceliana — Pagopedilum — Porthetis — Puncticornia — Stolliana — Trachypetrella — Transvaaliana — Vansoniacris — Xiphoceriana
- Thrinchinae Stål, 1876 (=Prionotropisinae Zhang, Hong Yin & Yin, 2003).[11]
  - Asiotmethis — Atrichotmethis — Beybienkia — Dhofaria (=Omania) — Eoeotmethis — Eotmethis — Eremocharis — Eremopeza — Eremotmethis — Filchnerella — Glyphotmethis — Iranotmethis — Kanotmethis — Melanotmethis — Mongolotmethis — Paratmethis — Pezotmethis — Prionotropis — Pseudotmethis — Rhinotmethis — Sinotmethis — Strumiger — Thrinchus — Tmethis — Tuarega
- Tropidaucheninae Zhang, Yin & Yin, 2003 — иногда включают в Nocarodeini[8]
  - Eunothrotes — Oronothrotes — Paranocarodes — Paranothrotes — Saxetania — Tropidauchen
- Incertae sedis
  - Neotmethis — Utubius

## Некоторые виды
- Саксетания копетдагская (Saxetania cultricollis)
- Армянская степная кобылка — Asiotmethis turritus armeniacus (Thrinchinae)[12]
- Кобылка каменная карликовая — Nocarodes nanus (Nocarodeini)
- Кобылка каменная зубчатая — Nocarodes serricollis
- Кобылка паранокаракрис — Paranocaracris rubripes (Nocarodeini)